# 안제이 샤르마흐
안제이 샤르마흐(폴란드어: Andrzej Szarmach, 1950년 10월 3일, 그단스크 ~ )는 폴란드의 전 축구 선수이자 축구 감독이다.
1970년대 폴란드 대표팀의 "황금 세대"를 이끈 선수 가운데 하나로, 폴란드의 공격을 이끌었던 브워지미에시 루반스키 (Włodzimierz Lubański)의 부상으로 인한 이탈로 주전 자리를 꿰차고, 오른쪽의 그제고시 라토 (Grzegorz Lato), 왼쪽의 로베르트 가도하 (Robert Gadocha), 그리고 지지해주는 카지미에시 데이나 (Kazimierz Deyna)와 함께 1974년 FIFA 월드컵에서 우수한 활약을 펼쳤다. 이 당시 폴란드의 황금 세대는 월드컵 첫 출전에 7골을 넣은 라토와 5골을 넣은 샤르마흐를 포함, 총 16골을 뽑아내며 폴란드를 1974년 FIFA 월드컵 3위에 올려놓았다.
샤르마흐는 또 2년 후에 열린 1976년 하계 올림픽에도 출전해 6골을 득점하며 팀의 준우승 (은메달 수상) 에 공헌하였고, 이와 같은 인상적인 활약으로 대회 최우수 선수에 선정되었다.
1969년부터 1980년까지 폴란드의 아르카 그디니아 (Arka Gdynia), 구르니크 자브제 (Górnik Zabrze), 스탈 미엘레츠 (Stal Mielec)에서 선수 생활을 한 그는, 1980년 프랑스 르 샹피오나의 AJ 오세르로 이적하였다. 1980년부터 1985년까지 AJ 오세르에서 기 루 (Guy Roux) 감독과 서포터의 지지 속에 148경기에 출전해 94골을 넣는 맹활약을 펼쳤으며, 이후에는 짧은 기간 동안 EA 갱강 (En Avant de Guingamp, 1985년~1987년), 클레르몽 푸트 (Clermont Foot, 1987년~1989년)에서 선수 생활을 하고 현역에서 은퇴하였다.
폴란드 축구 국가대표팀에서는 1973년부터 1982년까지 61경기에서 32골을 넣었으며, 은퇴 후에는 클레르몽 푸트, LB 샤토루 (La Berrichonne de Châteauroux), 앙굴렘 CFC (Angoulême CFC), 오리야크 FCA (Aurillac FCA)에서 감독 생활을 하였다.